# FA Cup 1999/2000
Der FA Cup 1999/2000 war die 119. Austragung des weltweit ältesten Fußballpokalturniers; The Football Association Challenge Cup, oder kurz FA Cup. Der Pokalwettbewerb endete mit dem Finale am 20. Mai 2000. Es war das letzte Finale des FA Cup im 1923 eingeweihten Wembley-Stadion; es machte Platz für den Neubau des Stadions. Ab 2001 wurde deshalb das Finale übergangsweise im Cardiffer Millennium Stadium ausgetragen. Der Sieger dieser Austragung war der FC Chelsea.
Der Titelverteidiger Manchester United nahm nicht am Wettbewerb teil, da sie bei der erstmals ausgetragenen FIFA-Klub-Weltmeisterschaft 2000 in Brasilien antraten. So nahm der FC Darlington als Lucky Loser den Platz von ManUtd in der dritten Hauptrunde ein.

## Kalender
| Runde                              | Datum              | Spiele | Vereine   | Neueinstiege   | Prämien    |
| ---------------------------------- | ------------------ | ------ | --------- | -------------- | ---------- |
| Vorrunde                           | 21. August 1999    | 166    | 558 → 392 | 161: 227.–387. | £1.000     |
| Erste Qualifikationsrunde          | 4. September 1999  | 116    | 392 → 276 | 66: 161.–226.  | £2.250     |
| Zweite Qualifikationsrunde         | 18. September 1999 | 80     | 276 → 196 | 44: 117.–160.  | £3.750     |
| Dritte Qualifikationsrunde         | 2. Oktober 1999    | 40     | 196 → 156 | keine          | £5.000     |
| Vierte Qualifikationsrunde         | 16. Oktober 1999   | 32     | 156 → 124 | 24: 93.–116.   | £10.000    |
| Erste Hauptrunde                   | 30. Oktober 1999   | 40     | 124 → 84  | 48: 45.–92.    | £16.000    |
| Zweite Hauptrunde                  | 19. November 1999  | 20     | 84 → 64   | keine          | £24.000    |
| Dritte Hauptrunde                  | 10. Dezember 1999  | 32     | 64 → 32   | 44: 2.–44.     | £40.000    |
| Vierte Hauptrunde                  | 8. Januar 2000     | 16     | 32 → 16   | keine          | £60.000    |
| Fünfte Hauptrunde                  | 29. Januar 2000    | 8      | 16 → 8    | keine          | £120.000   |
| Sechste Hauptrunde (Viertelfinale) | 19. Februar 2000   | 4      | 8 → 4     | keine          | £300.000   |
| Halbfinale                         | 2. April 2000      | 2      | 4 → 2     | keine          | £900.000   |
| Finale                             | 20. Mai 2000       | 1      | 2 → 1     | keine          | £1.000.000 |

## Modus
Kompletter Überblick bei: FA Cup
Der FA Cup wird in Runden ausgespielt. Teilnehmen kann jede Mannschaft, die ein bestimmtes Leistungsniveau hat und ein angemessenes Spielfeld besitzt. Gespielt wird i. d. R. nur mit einem Hinspiel. Bei unentschieden findet ein Rückspiel statt. Endet das Rückspiel ebenfalls unentschieden geht das Spiel in Verlängerung bzw. Elfmeterschießen. Dieser Modus geht bis zur sechsten Hauptrunde. Ab dem Halbfinale gibt es nur ein Spiel ggf. mit Verlängerung und Elfmeterschießen. Jeder Sieger erhält eine Prämie aus den Fernsehgeldern, die nach Runde gestaffelt ist.

## Hauptrunde

### Erste Hauptrunde
Die Spiele wurden zwischen dem 29. und 2. November 1999 ausgetragen. Die Wiederholungsspiele fanden vom 8. bis zum 16. November 1999 statt.
|                     | Ergebnis |                        |
| ------------------- | -------- | ---------------------- |
| Aldershot Town      | 1:1      | Hednesford Town        |
| FC Barnet           | 0:1      | FC Burnley             |
| Bath City           | 0:2      | FC Hendon              |
| FC Blackpool        | 2:0      | Stoke City             |
| FC Brentford        | 2:2      | Plymouth Argyle        |
| Bristol City        | 3:2      | Mansfield Town         |
| Bristol Rovers      | 0:1      | Preston North End      |
| Burton Albion       | 0:0      | AFC Rochdale           |
| Cambridge City      | 0:2      | Wigan Athletic         |
| Cambridge United    | 1:0      | FC Gateshead           |
| Cheltenham Town     | 1:1      | FC Gillingham          |
| FC Chesterfield     | 1:2      | FC Enfield             |
| FC Darlington       | 2:1      | FC Southport           |
| Doncaster Rovers    | 0:2      | Halifax Town           |
| Exeter City         | 2:1      | Eastwood Town          |
| Forest Green Rovers | 6:0      | AFC Guiseley           |
| Hartlepool United   | 1:0      | FC Millwall            |
| FC Hayes            | 2:1      | FC Runcorn             |
| Hereford United     | 1:0      | York City              |
| Ilkeston Town       | 2:1      | Carlisle United        |
| Leyton Orient       | 1:1      | Cardiff City           |
| Lincoln City        | 1:0      | Welling United         |
| Luton Town          | 4:2      | FC Kingstonian         |
| Macclesfield Town   | 0:0      | Hull City              |
| Merthyr Tydfil FC   | 2:2      | Stalybridge Celtic     |
| Notts County        | 1:1      | AFC Bournemouth        |
| Oldham Athletic     | 4:0      | Chelmsford City        |
| Oxford United       | 3:2      | FC Morecambe           |
| Peterborough United | 1:1      | Brighton & Hove Albion |
| FC Reading          | 4:2      | Yeovil Town            |
| Rotherham United    | 3:0      | FC Worthing            |
| Rushden & Diamonds  | 2:0      | Scunthorpe United      |
| Shrewsbury Town     | 2:1      | Northampton Town       |
| St Albans City      | 0:2      | FC Bamber Bridge       |
| Swansea City        | 2:1      | Colchester United      |
| FC Tamworth         | 2:2      | FC Bury                |
| Torquay United      | 1:0      | Southend United        |
| FC Whyteleafe       | 0:0      | Chester City           |
| FC Wrexham          | 1:1      | Kettering Town         |
| Wycombe Wanderers   | [1]1:1   | Oxford City            |

Wiederholungsspiel
|                        | Ergebnis |                     |
| ---------------------- | -------- | ------------------- |
| Plymouth Argyle        | 1:2      | Aldershot Town      |
| Plymouth Argyle        | 2:1      | FC Brentford        |
| AFC Rochdale           | 3:0      | Burton Albion       |
| FC Gillingham          | 3:2      | Cheltenham Town     |
| Cardiff City           | 3:1      | Leyton Orient       |
| Hull City              | 4:0      | Macclesfield Town   |
| Stalybridge Celtic     | 3:1      | Merthyr Tydfil FC   |
| AFC Bournemouth        | 4:2      | Notts County        |
| Brighton & Hove Albion | 3:0      | Peterborough United |
| FC Bury                | 2:1      | FC Tamworth         |
| Chester City           | 3:1      | FC Whyteleafe       |
| Kettering Town         | 0:2      | FC Wrexham          |
| Oxford City            | 0:1      | Wycombe Wanderers   |

### Zweite Hauptrunde
Die Spiele wurden zwischen dem 19. und 21. November 1999 ausgetragen. Die Wiederholungsspiele folgten am 30. November des Jahres.
|                     | Ergebnis |                        |
| ------------------- | -------- | ---------------------- |
| FC Blackpool        | 2:0      | FC Hendon              |
| AFC Bournemouth     | 0:2      | Bristol City           |
| FC Burnley          | 2:0      | Rotherham United       |
| FC Bury             | 0:0      | Cardiff City           |
| Cambridge United    | 1:0      | FC Bamber Bridge       |
| Exeter City         | 2:0      | Aldershot Town         |
| Forest Green Rovers | 0:3      | Torquay United         |
| FC Gillingham       | 3:1      | FC Darlington          |
| FC Hayes            | 2:2      | Hull City              |
| Hereford United     | 1:0      | Hartlepool United      |
| Ilkeston Town       | 1:1      | Rushden & Diamonds     |
| Luton Town          | 2:2      | Lincoln City           |
| Oldham Athletic     | 1:0      | Swansea City           |
| Plymouth Argyle     | 0:0      | Brighton & Hove Albion |
| Preston North End   | 0:0      | FC Enfield             |
| FC Reading          | 1:1      | Halifax Town           |
| Shrewsbury Town     | 2:2      | Oxford United          |
| Stalybridge Celtic  | 1:2      | Chester City           |
| FC Wrexham          | 2:1      | AFC Rochdale           |
| Wycombe Wanderers   | 2:2      | Wigan Athletic         |

Wiederholungsspiel
|                        | Ergebnis |                   |
| ---------------------- | -------- | ----------------- |
| Cardiff City           | 1:0      | FC Bury           |
| Hull City              | 3:2      | FC Hayes          |
| Rushden & Diamonds     | 3:0      | Ilkeston Town     |
| Lincoln City           | 0:1      | Luton Town        |
| Brighton & Hove Albion | 1:2      | Plymouth Argyle   |
| FC Enfield             | 0:3      | Preston North End |
| Halifax Town           | 0:1      | FC Reading        |
| Oxford United          | 2:1      | Shrewsbury Town   |
| Wigan Athletic         | 2:1      | Wycombe Wanderers |

### Dritte Hauptrunde
Die Spiele wurden am 10. bis 13. Dezember 1999 absolviert. Nötige Wiederholungsspiele wurden für den 21. Dezember 1999 bis 8. Januar 2000 angesetzt.
|                      | Ergebnis |                         | Zuschauer |
| -------------------- | -------- | ----------------------- | --------- |
| FC Arsenal           | 3:1      | FC Blackpool            | 34.143    |
| Aston Villa          | 2:1      | FC Darlington           | 22.101    |
| Bolton Wanderers     | 1:0      | Cardiff City            | 5.734     |
| Cambridge United     | 2:0      | Crystal Palace          | 5.631     |
| Charlton Athletic    | 2:1      | Swindon Town            | 10.939    |
| Chester City         | 1:4      | Manchester City         | 5.469     |
| Crewe Alexandra      | 1:2      | Bradford City           | 6.571     |
| Derby County         | 0:1      | FC Burnley              | 23.400    |
| Exeter City          | 0:0      | FC Everton              | 6.045     |
| FC Fulham            | 2:2      | Luton Town              | 8.251     |
| Grimsby Town         | 3:2      | Stockport County        | 3.400     |
| Hereford United      | 0:0      | Leicester City          | 7.795     |
| Huddersfield Town    | 0:2      | FC Liverpool            | 23.678    |
| Hull City            | 1:6      | FC Chelsea              | 10.279    |
| Ipswich Town         | 0:1      | FC Southampton          | 14.383    |
| Leeds United         | 2:0      | Port Vale               | 11.912    |
| Norwich City         | 1:3      | Coventry City           | 15.702    |
| Nottingham Forest    | 1:1      | Oxford United           | 8.079     |
| Preston North End    | 2:1      | Oldham Athletic         | 9.940     |
| Queens Park Rangers  | 1:1      | Torquay United          | 8.843     |
| FC Reading           | 1:1      | Plymouth Argyle         | 8.536     |
| Sheffield United     | 1:1      | Rushden & Diamonds      | 10.104    |
| Sheffield Wednesday  | 1:0      | Bristol City            | 11.644    |
| AFC Sunderland       | 1:0      | FC Portsmouth           | 26.535    |
| Tottenham Hotspur    | 1:1      | Newcastle United        | 33.116    |
| Tranmere Rovers      | 1:0      | West Ham United         | 13.629    |
| FC Walsall           | 1:1      | FC Gillingham           | 4.314     |
| FC Watford           | 0:1      | Birmingham City         | 8.144     |
| West Bromwich Albion | 2:2      | Blackburn Rovers        | 10.609    |
| Wigan Athletic       | 0:1      | Wolverhampton Wanderers | 10.531    |
| FC Wimbledon         | 1:0      | FC Barnsley             | 4.505     |
| FC Wrexham           | 2:1      | FC Middlesbrough        | 11.755    |

Wiederholungsspiel
|                    | Ergebnis              |                      | Zuschauer |
| ------------------ | --------------------- | -------------------- | --------- |
| FC Everton         | 1:0                   | Exeter City          | 16.869    |
| Luton Town         | 0:3                   | FC Fulham            | 8.170     |
| Leicester City     | 2:1                   | Hereford United      | 12.157    |
| Oxford United      | 1:3                   | Nottingham Forest    | 7.191     |
| Torquay United     | 2:3                   | Queens Park Rangers  | 5.232     |
| Plymouth Argyle    | 1:0                   | FC Reading           | 8.965     |
| Rushden & Diamonds | 1:1 n. V. (5:6 i. E.) | Sheffield United     | 6.010     |
| Newcastle United   | 6:1                   | Tottenham Hotspur    | 35.415    |
| FC Gillingham      | 2:1                   | FC Walsall           | 6.538     |
| Blackburn Rovers   | 2:0                   | West Bromwich Albion | 11.766    |

### Vierte Hauptrunde
Die Spiele fanden am 8. und 11. Januar 2000 statt. Die erforderlichen Wiederholungsspiele wurden am 18. und 19. Januar ausgetragen.
|                     | Ergebnis |                         | Zuschauer |
| ------------------- | -------- | ----------------------- | --------- |
| FC Liverpool        | 0:1      | Blackburn Rovers        | 32.839    |
| FC Gillingham       | 3:1      | Bradford City           | 7.091     |
| Aston Villa         | 1:0      | FC Southampton          | 25.025    |
| Sheffield Wednesday | 1:1      | Wolverhampton Wanderers | 18.506    |
| Grimsby Town        | 0:2      | Bolton Wanderers        | 4.270     |
| FC Everton          | 2:0      | Birmingham City         | 25.405    |
| FC Wrexham          | 1:2      | Cambridge United        | 7.186     |
| Tranmere Rovers     | 1:0      | AFC Sunderland          | 17.344    |
| Newcastle United    | 4:1      | Sheffield United        | 36.220    |
| Manchester City     | 2:5      | Leeds United            | 29.240    |
| FC Fulham           | 3:0      | FC Wimbledon            | 16.877    |
| Coventry City       | 3:0      | FC Burnley              | 22.774    |
| Plymouth Argyle     | 0:3      | Preston North End       | 10.824    |
| FC Chelsea          | 2:0      | Nottingham Forest       | 30.125    |
| Charlton Athletic   | 1:0      | Queens Park Rangers     | 16.798    |
| FC Arsenal          | 0:0      | Leicester City          | 35.710    |

Wiederholungsspiel
|                         | Ergebnis              |                     | Zuschauer |
| ----------------------- | --------------------- | ------------------- | --------- |
| Wolverhampton Wanderers | 0:0 n. V. (3:4 i. E.) | Sheffield Wednesday | 25.201    |
| Leicester City          | 0:0 n. V. (5:4 i. E.) | FC Arsenal          | 15.235    |

### Fünfte Hauptrunde
Die Begegnungen wurden am 29. bis 31. Januar 2000 ausgetragen.
|                  | Ergebnis |                     | Zuschauer |
| ---------------- | -------- | ------------------- | --------- |
| FC Gillingham    | 3:1      | Sheffield Wednesday | 10.130    |
| Blackburn Rovers | 1:2      | Newcastle United    | 29.946    |
| Aston Villa      | 3:2      | Leeds United        | 30.026    |
| FC Everton       | 2:0      | Preston North End   | 37.486    |
| FC Fulham        | 1:2      | Tranmere Rovers     | 13.859    |
| Coventry City    | 2:3      | Charlton Athletic   | 23.400    |
| FC Chelsea       | 2:1      | Leicester City      | 30.141    |
| Cambridge United | 3:1      | Bolton Wanderers    | 7.523     |

## Sechste Hauptrunde
Die Spiele fanden am 19. und 20. Februar 2000 statt.
|                  | Ergebnis |                   | Zuschauer |
| ---------------- | -------- | ----------------- | --------- |
| Bolton Wanderers | 1:0      | Charlton Athletic | 20.131    |
| FC Everton       | 1:2      | Aston Villa       | 35.331    |
| Tranmere Rovers  | 2:3      | Newcastle United  | 15.776    |
| FC Chelsea       | 5:0      | FC Gillingham     | 34.205    |

## Halbfinale
Die Spiele wurden am 2. April (Aston Villa - Bolton) sowie am 9. April (Chelsea - Newcastle) 2000 ausgetragen. Als Austragungsort diente für beide Spiele das Wembley-Stadion.
|             | Ergebnis              |                  | Zuschauer |
| ----------- | --------------------- | ---------------- | --------- |
| Aston Villa | 0:0 n. V. (4:1 i. E.) | Bolton Wanderers | 62.828    |
| FC Chelsea  | 2:1                   | Newcastle United | 73.876    |

## Finale
| FC Chelsea                                                          | FC Chelsea | Aston Villa | Aston Villa |
| ------------------------------------------------------------------- | --- | --- | ----------- |
| FC Chelsea                                                          | \| Samstag, 20. Mai 2000 um 15:00 Uhr WESZ in London (Wembley-Stadion) \| \| Ergebnis: 1:0 (0:0) \| \| Zuschauer: 78.217 \| \| Schiedsrichter: Graham Poll \| \| Spielbericht \|                                                                                 | \| Samstag, 20. Mai 2000 um 15:00 Uhr WESZ in London (Wembley-Stadion) \| \| Ergebnis: 1:0 (0:0) \| \| Zuschauer: 78.217 \| \| Schiedsrichter: Graham Poll \| \| Spielbericht \|                                                                | Aston Villa |
| FC Chelsea                                                          | Ed de Goey – Mario Melchiot, Marcel Desailly, Frank Leboeuf, Celestine Babayaro – Gustavo Poyet, Dennis Wise , Didier Deschamps, Roberto Di Matteo – Gianfranco Zola (89. Jody Morris), George Weah (88. Tore André Flo) Cheftrainer: Gianluca Vialli ( Italien) | David James – Mark Delaney, Ugo Ehiogu, Gareth Southgate , Gareth Barry – Alan Wright (88. Lee Hendrie), George Boateng, Paul Merson, Ian Taylor (79. Steve Stone) – Benito Carbone (79. Julian Joachim), Dion Dublin Cheftrainer: John Gregory | Aston Villa |
| FC Chelsea                                                          | 1:0 Roberto Di Matteo (73.) | | Aston Villa |
| FC Chelsea                                                          | Mario Melchiot, Gustavo Poyet, Dennis Wise | Gareth Barry, George Boateng | Aston Villa |
| Samstag, 20. Mai 2000 um 15:00 Uhr WESZ in London (Wembley-Stadion) | | |             |
| Ergebnis: 1:0 (0:0)                                                 | | |             |
| Zuschauer: 78.217                                                   | | |             |
| Schiedsrichter: Graham Poll                                         | | |             |
| Spielbericht                                                        | | |             |